# 海へ行こう〜Love Beach Love〜
「海へ行こう〜Love Beach Love〜」（うみへいこう ラブ ビーチ ラブ）は、チェキッ娘の4枚目のシングル。

## 収録曲
1. 海へ行こう〜Love Beach Love〜
作詞:森浩美 / 作曲:土橋安騎夫 / 編曲:亀田誠治
2. あしたのあたし（Single Version）
歌:プー （熊切あさ美、嶋野蘭、森知子）
作詞・作曲:高橋研 / 編曲:亀田誠治
3. 海へ行こう〜Love Beach Love〜（オリジナルカラオケ）

## 概要
- 本作でフロントメンバー（メインボーカル）を務めたのは、前作「最初のキモチ」から引き続いた矢作美樹、新井利佳、上田愛美、藤岡麻美に加え、小林裕美がフロントに入った。小林は、これよりラストシングル「ありがとう」まで3作続けてフロントメンバーを務めていた。
- 表のジャケット写真は、■黄色のチェック模様のビキニ姿のフロントメンバー5人であり、裏のジャケット写真は初回盤と通常盤で異なっていた。この両方のパターンにおいては、以下の2組に分かれていた。
  - 田中里奈、五十嵐恵、久志麻理奈、嶋野蘭、松本江里子、甲斐田聡美、大田祐歌（以上、■黄色のビキニ）
  - 熊切あさ美、町田恵、佐々木絵美子、野崎恵、森知子、加藤真由、大瀧彩乃（以上、青のビキニ）
- 一方、「あしたのあたし」は、このシングルの9日前（7月7日）に発売されたアルバム『CXCO』にも収録されているが、『CXCO』のバージョンが長野県内の野麦峠近くの合宿所（『DAIBAクシン!!cheki b.』の企画の『ぷぅ野麦峠』で使われた）でレコーディングした（周りのスタッフもコーラスを入れた）のに対し、このシングルバージョンはスタジオでレコーディングされたもので、コーラスが入っていないという違いがある。
- なお、本作発売と同じ日に、ビデオ『チェキッ娘 in DAIBAッテキ!!』もリリースされた。
- 『DAIBAクシン!!』（フジテレビ）シリーズにおいては、発売約1か月前の1999年6月18日放送内で初披露され、『DAIBAクシン!!チェーン』では、第13週〜第17週（1999年6月21日〜7月22日）に番組中BGMとして放送されていた[1]。また、1999年7月19日放送の『HEY!HEY!HEY! MUSIC CHAMP』（フジテレビ）でも、この曲を歌っていた。
- 本作は、オリコンにおいて、歴代シングル曲の中で最高位（30位）を記録した。